# 박스 탑스
박스 탑스는 1960년대의 미국 테네시주 멤피스의 락 밴드이다.